# Joh. M. Coenenstraat
De Joh. M. Coenenstraat is een straat in Amsterdam-Zuid, tussen het Roelof Hartplein en de Beethovenstraat. Vanwege de vrij korte lengte van de straat wordt vaak ten onrechte gedacht dat dit stuk ook Beethovenstraat heet. De straat is desondanks wel een doorgaande weg.
Ondanks de nabijheid van drukke winkelstraten (Beethovenstraat, Van Baerlestraat) heeft de Joh. M. Coenenstraat slechts een woonfunctie. Wel houdt het Leger des Heils in de straat onder de naam Zuiderburgh een passantenverblijf operationeel.
De straat kent een bijzondere architectuur die deel uitmaakt van verschillende bouwstijlen. Aan het begin van de straat, bij het Roelof Hartplein, staat Het Nieuwe Huis in Amerikaanse stijl.
De straat is vernoemd naar de Haagse dirigent en componist Johannes Meinardus Coenen (1824-1899).

## Openbaar vervoer
Vanaf 1929 rijdt tramlijn 24 door de straat. In 1978 is tramlijn 5 er bij gekomen. Beide lijnen rijden over de brug 407. 